# Salerano sul Lambro
Salerano sul Lambro ist eine Gemeinde mit 2657 Einwohnern (Stand 31. Dezember 2023) in der Provinz Lodi in der italienischen Region Lombardei.

## Ortsteile
Im Gemeindegebiet liegen neben dem Hauptort die Wohnplätze Cascina Cantarana und Cascina Vistarina.